# ヴァイセンホーフ・ジードルング
| サブスタブ | この項目は、まだ閲覧者の調べものの参照としては役立たない、書きかけの項目です。この項目を加筆・訂正などしてくださる協力者を求めています。このテンプレートは分野別のサブスタブテンプレートやスタブテンプレート（Wikipedia:分野別のスタブテンプレート参照）に変更することが望まれています。 |

ヴァイセンホーフ・ジードルング（Weißenhofsiedlung）は、1927年、ドイツ工作連盟主催の住宅展覧会で、シュトゥットガルト郊外ヴァイセンホーフの丘に建設された実験住宅群である。ドイツを中心に17人の建築家が参加し、モダニズム建築の実践の場となった。
ミース・ファン・デル・ローエが全体計画を立て、ミース、ル・コルビュジエ、グロピウス、アウト、シャロウンらの設計による住宅が建設された。

## 参加した建築家
- ペーター・ベーレンス（ドイツ）○

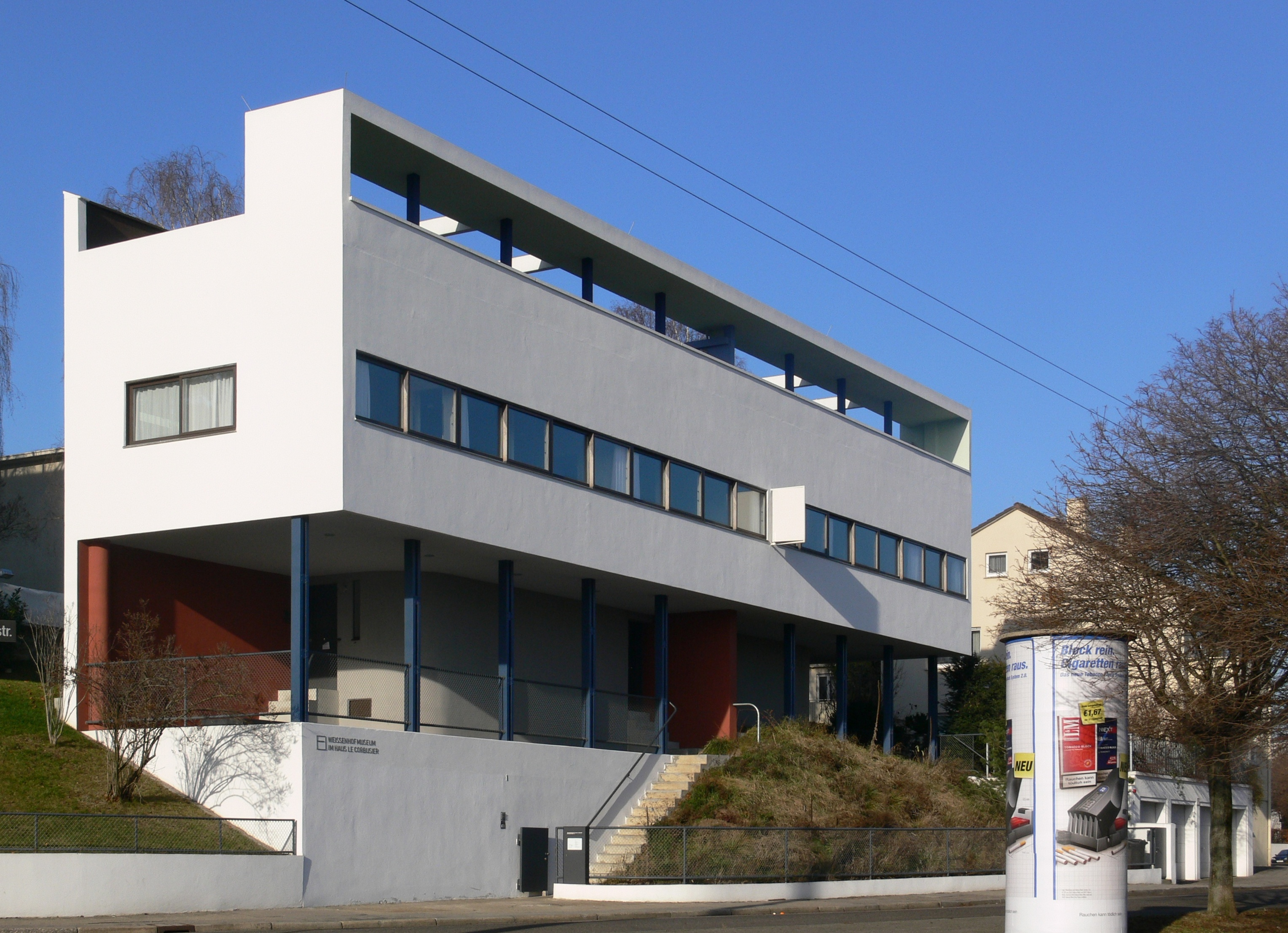
ル・コルビュジエの住宅

- Victor Bourgeois（ベルギー）○
- ル・コルビュジエ、ピエール・ジャンヌレ（スイス→フランス）○
- Richard Döcker（ドイツ）×
- Josef Frank（オーストリア）○
- ヴァルター・グロピウス（ドイツ）×
- Ludwig Hilberseimer（ドイツ）×
- ミース・ファン・デル・ローエ（ドイツ）○
- J.J.P.アウト（オランダ）○
- ハンス・ペルツィヒ（ドイツ）×
- Adolf Rading（ドイツ）×
- ハンス・シャロウン（ドイツ）○
- Adolf Gustav Schneck（ドイツ）○
- マルト・スタム（オランダ）○
- ブルーノ・タウト（ドイツ）×
- マックス・タウト（ドイツ）×
- Ferdinand Kramer（ドイツ）×

第2次世界大戦によりタウトらの住宅が破壊された。○を付した建築家の作品は現存している。

## オーストリア工作連盟展
直接の影響として、1932年、ウィーン郊外（13区）で開催された住宅展が挙げられる（Werkbundsiedlung Wien）。オーストリア工作連盟の主催で、ヨーゼフ・フランク（ヴァイセンホーフの住宅展に参加）が全体のプランを立てた。ホフマン、ロースらのほか、国外からリートフェルト、ノイトラ、マルガレーテ・シュッテ＝リホツキーらが参加した。